# Sanja Bizjak
Pour les articles homonymes, voir Bizjak.
Sanja Bizjak est une pianiste serbe, née le 8 septembre 1988 à Belgrade.
Comme sa sœur Lidija, de douze ans son aînée, elle a commencé l'étude du piano à l’âge de six ans, avec le professeur Zlata Males. À sept ans, elle a joué avec l’Orchestre Philharmonique de Belgrade le Concerto en ré de Haydn. À douze ans, en février 2001, elle est entrée dans la classe de piano de Jacques Rouvier, au Conservatoire national supérieur de musique de Paris. Elle a remporté plusieurs prix internationaux, dont surtout le second du concours « Vladimir Horowitz » de Kiev en 2003. En 2004, elle a obtenu les prix de piano et de musique de chambre du Conservatoire de Paris avec la mention très bien à l’unanimité. Depuis, elle a suivi les cours de perfectionnement d’Alexander Satz au conservatoire de Graz, d'Elisso Virsaladze à Munich, ainsi que celui de deux pianos de Jacques Rouvier. Elle joue fréquemment en duo avec sa sœur Lidija, ainsi qu'en soliste dans les principales institutions d'Europe.